# Ibervillea sonorae
Ibervillea sonorae là một loài thực vật có hoa trong họ Cucurbitaceae. Loài này được (S. Watson) Greene mô tả khoa học đầu tiên năm 1895.

## Hình ảnh

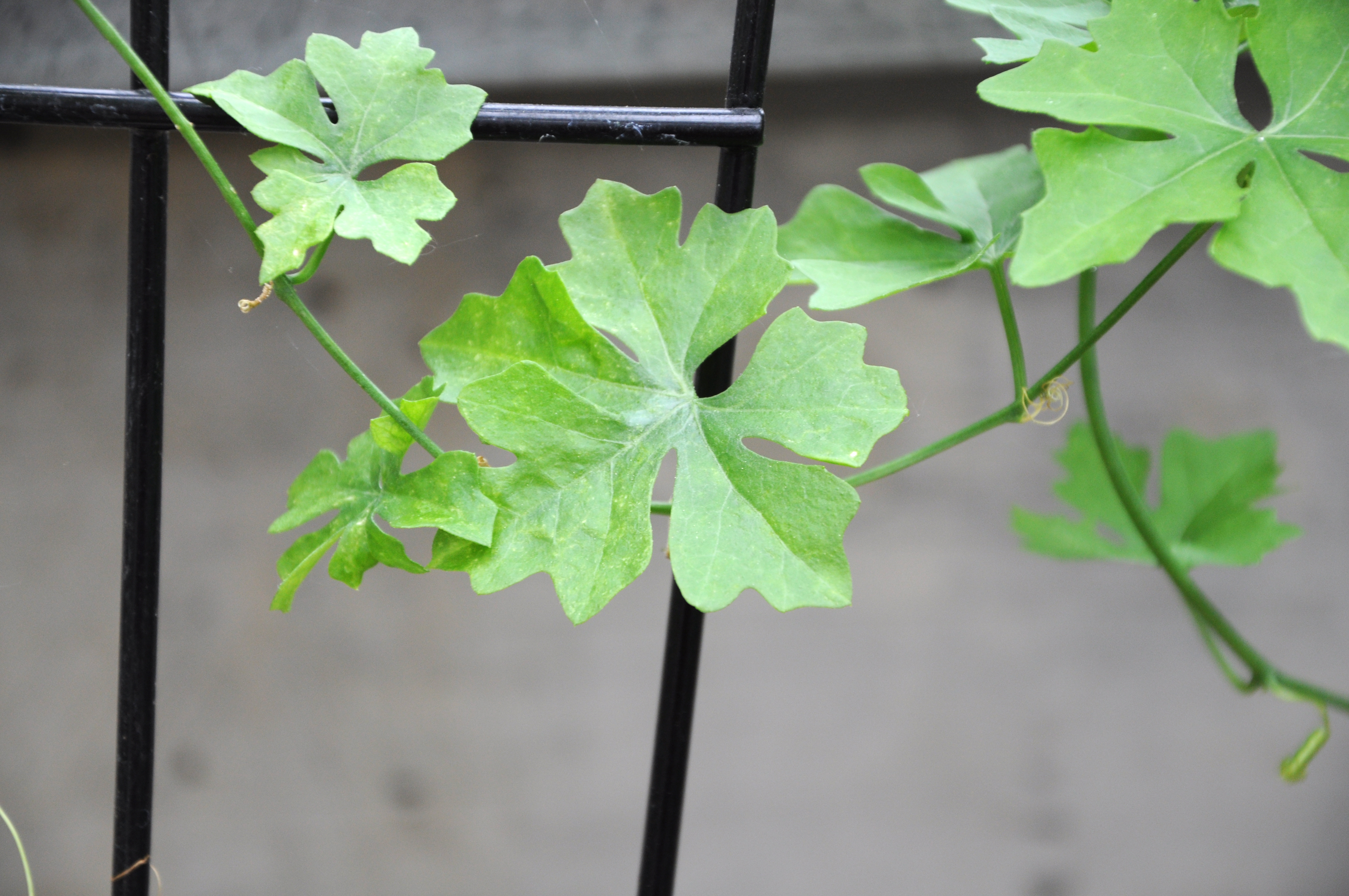
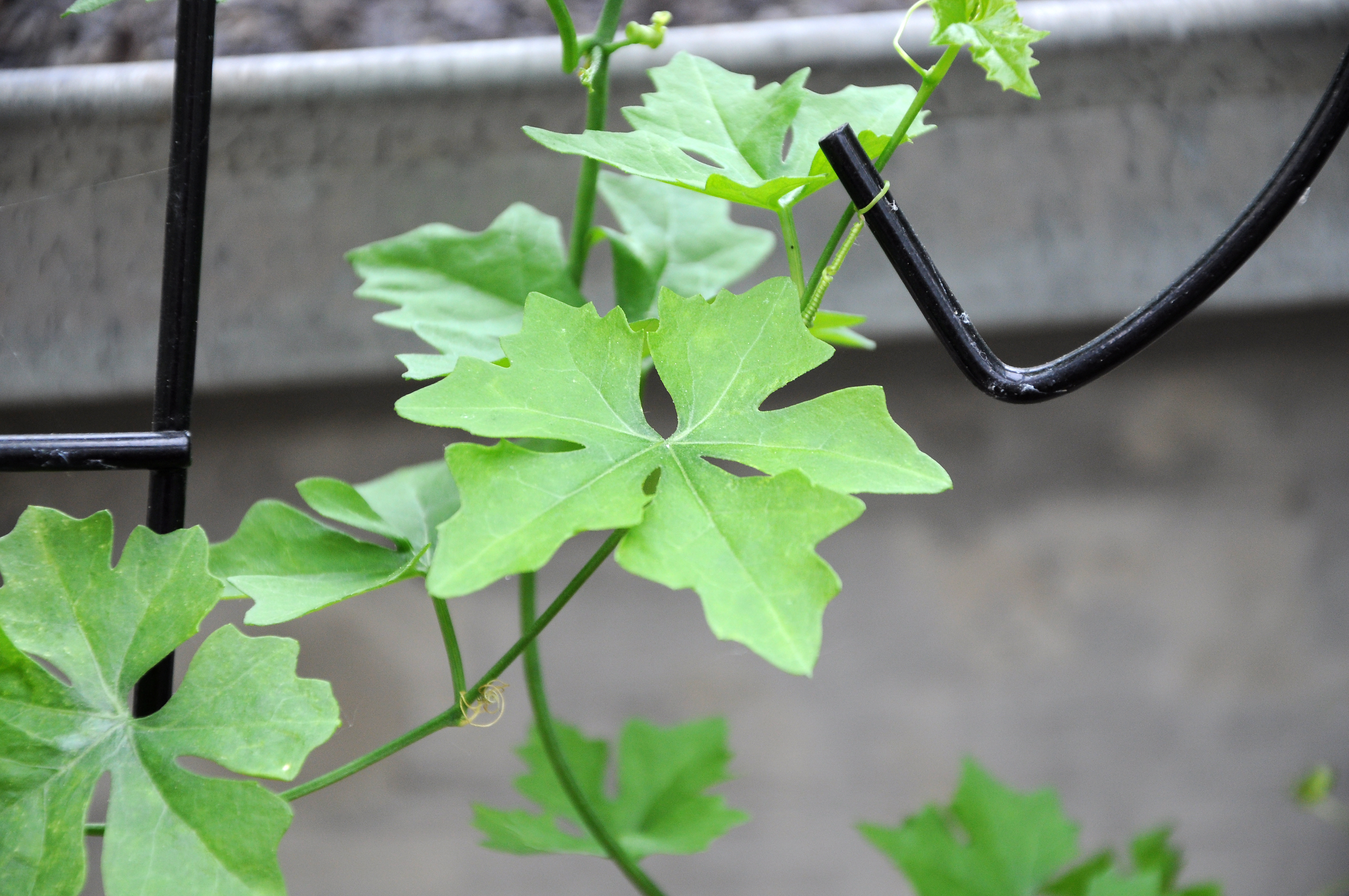
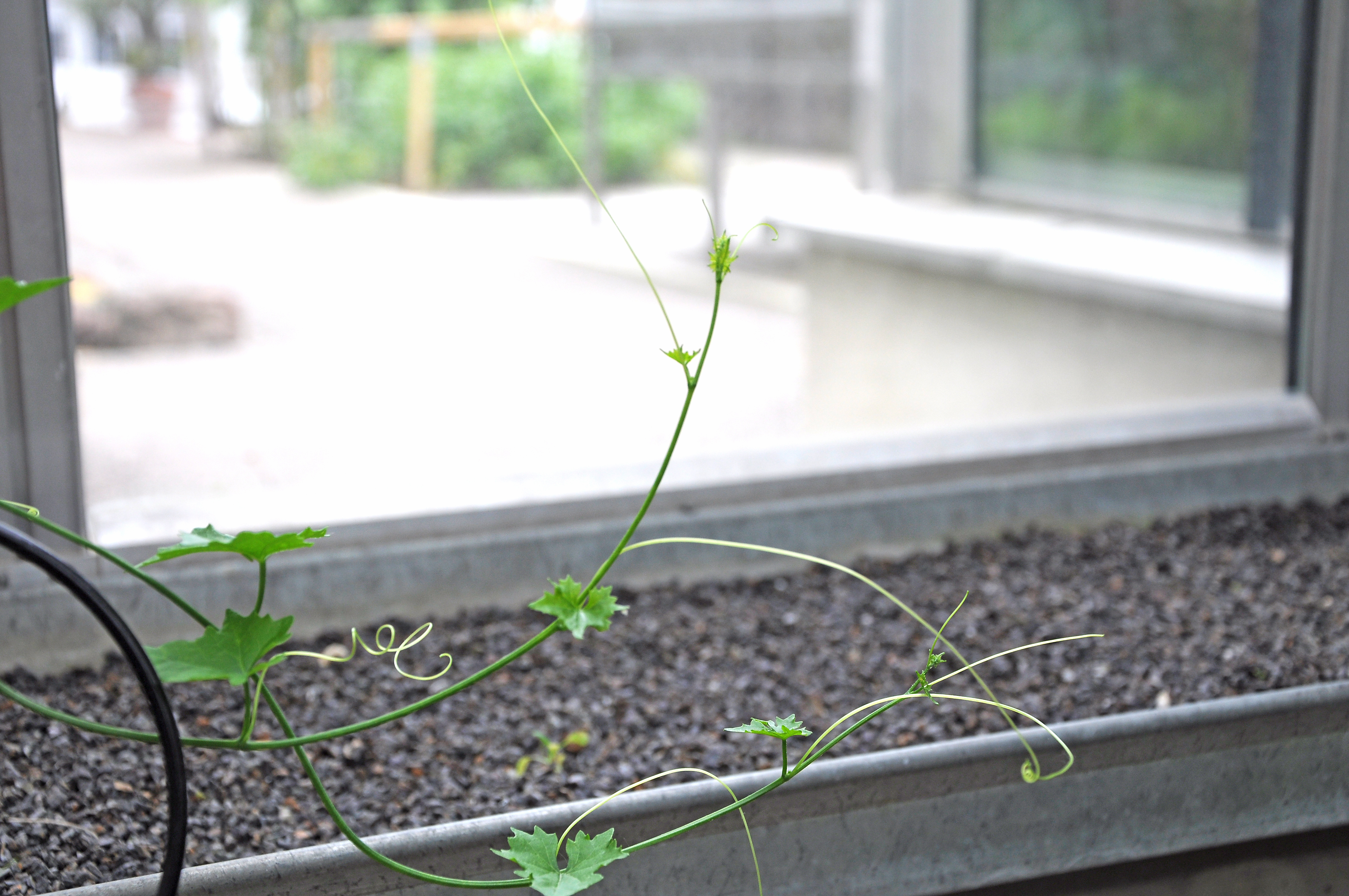